# Panama a 2016. évi nyári olimpiai játékokon
Panama a brazíliai Rio de Janeiróban megrendezett 2016. évi nyári olimpiai játékok egyik részt vevő nemzete volt. Az országot az olimpián 7 sportágban 10 sportoló képviselte, akik érmet nem szereztek.

## Atlétika
Férfi
| Versenyző          | Versenyszám | Előfutam | Előfutam | Előfutam | Elődöntő | Elődöntő | Elődöntő | Döntő   | Döntő    |
| Versenyző          | Versenyszám | Idő      | Hely.    | Össz.    | Idő      | Hely.    | Össz.    | Idő     | Helyezés |
| ------------------ | ----------- | -------- | -------- | -------- | -------- | -------- | -------- | ------- | -------- |
| Alonso Edward      | 200 m       | 20,19    | 1.       | 6.*      | 20,07    | 1.       | 5.       | 20,23   | 7.       |
| Jorge Castelblanco | Maraton     |          |          |          |          |          |          | 2:39:25 | 135.     |

Női
| Versenyző    | Versenyszám | Előfutam | Előfutam | Előfutam | Elődöntő | Elődöntő | Elődöntő | Döntő   | Döntő    |
| Versenyző    | Versenyszám | Idő      | Hely.    | Össz.    | Idő      | Hely.    | Össz.    | Idő     | Helyezés |
| ------------ | ----------- | -------- | -------- | -------- | -------- | -------- | -------- | ------- | -------- |
| Yvette Lewis | 100 m gát   | 13,35    | 8.       | 42.      | kiesett  | kiesett  | kiesett  | kiesett | kiesett  |

* - egy másik versenyzővel azonos eredményt ért el

## Ökölvívás
Női
| Versenyző     | Versenyszám | Selejtező                    | Negyeddöntő       | Elődöntő          | Döntő             | Helyezés |
| Versenyző     | Versenyszám | Ellenfél Eredmény            | Ellenfél Eredmény | Ellenfél Eredmény | Ellenfél Eredmény | Helyezés |
| ------------- | ----------- | ---------------------------- | ----------------- | ----------------- | ----------------- | -------- |
| Atheyna Bylon | Középsúly   | Andreia Bandeira (BRA) · 1-2 | kiesett           | kiesett           | kiesett           | 9.       |

## Sportlövészet
Férfi
| Versenyző   | Versenyszám    | Selejtező | Selejtező | Döntő   | Döntő    |
| Versenyző   | Versenyszám    | Pont      | Helyezés  | Pont    | Helyezés |
| ----------- | -------------- | --------- | --------- | ------- | -------- |
| David Muñoz | Légpisztoly    | 563       | 46.       | kiesett | kiesett  |
| David Muñoz | Szabadpisztoly | 528       | 40.       | kiesett | kiesett  |

## Taekwondo
Női
| Versenyző         | Versenyszám | Nyolcaddöntő                 | Negyeddöntő       | Elődöntő          | Vigaszág elődöntő | Bronz- mérkőzés   | Döntő             | Helyezés |
| Versenyző         | Versenyszám | Ellenfél Eredmény            | Ellenfél Eredmény | Ellenfél Eredmény | Ellenfél Eredmény | Ellenfél Eredmény | Ellenfél Eredmény | Helyezés |
| ----------------- | ----------- | ---------------------------- | ----------------- | ----------------- | ----------------- | ----------------- | ----------------- | -------- |
| Carolena Carstens | Pehelysúly  | Raheleh Asemani (BEL) · 1-13 | kiesett           | kiesett           |                   |                   |                   | 11.      |

## Torna
Női
| Versenyző              | Versenyszám      | Selejtező | Selejtező | Döntő    | Döntő    |
| Versenyző              | Versenyszám      | Pontszám  | Helyezés  | Pontszám | Helyezés |
| ---------------------- | ---------------- | --------- | --------- | -------- | -------- |
| Isabella Amado Medrano | Talaj            | 12,866    | 63.       | kiesett  | kiesett  |
| Isabella Amado Medrano | Felemás korlát   | 12,733    | 66.       | kiesett  | kiesett  |
| Isabella Amado Medrano | Gerenda          | 13,333    | 49.       | kiesett  | kiesett  |
| Isabella Amado Medrano | Egyéni összetett | 52,832    | 44.       | kiesett  | kiesett  |

## Úszás
Férfi
| Versenyző    | Versenyszám | Előfutam | Előfutam | Előfutam | Elődöntő | Elődöntő | Elődöntő | Döntő   | Döntő    |
| Versenyző    | Versenyszám | Idő      | Hely.    | Össz.    | Idő      | Hely.    | Össz.    | Idő     | Helyezés |
| ------------ | ----------- | -------- | -------- | -------- | -------- | -------- | -------- | ------- | -------- |
| Edgar Crespo | 100 m mell  | 1:02,78  | 7.       | 41.      | kiesett  | kiesett  | kiesett  | kiesett | kiesett  |

Női
| Versenyző       | Versenyszám    | Előfutam | Előfutam | Előfutam | Elődöntő | Elődöntő | Elődöntő | Döntő   | Döntő    |
| Versenyző       | Versenyszám    | Idő      | Hely.    | Össz.    | Idő      | Hely.    | Össz.    | Idő     | Helyezés |
| --------------- | -------------- | -------- | -------- | -------- | -------- | -------- | -------- | ------- | -------- |
| María Far Núñez | 200 m pillangó | 2:23,89  | 4.       | 27.      | kiesett  | kiesett  | kiesett  | kiesett | kiesett  |

## Vívás
Női
| Versenyző     | Versenyszám  | Selejtező               | 32-es főtábla               | Nyolcaddöntő      | Negyeddöntő       | Elődöntő          | Bronz- mérkőzés   | Döntő             | Helyezés |
| Versenyző     | Versenyszám  | Ellenfél Eredmény       | Ellenfél Eredmény           | Ellenfél Eredmény | Ellenfél Eredmény | Ellenfél Eredmény | Ellenfél Eredmény | Ellenfél Eredmény | Helyezés |
| ------------- | ------------ | ----------------------- | --------------------------- | ----------------- | ----------------- | ----------------- | ----------------- | ----------------- | -------- |
| Eileen Grench | Kard, egyéni | Aoki Csika (JPN) · 15-5 | Mariel Zagunis (USA) · 4-15 | kiesett           | kiesett           | kiesett           | kiesett           | kiesett           | 30.      |